# María Ana Mogas Fontcuberta
Peregrina Mogas Fontcuberta, F.M.M.D.P., řeholním jménem María Ana (13. ledna 1827 Les Franqueses del Vallès – 3. července 1886 Madrid) byla španělská římskokatolická řeholnice, zakladatelka a členka kongregace Františkánských misionářek Matky Božského Pastýře. Katolická církev ji uctívá jako blahoslavenou.

## Život

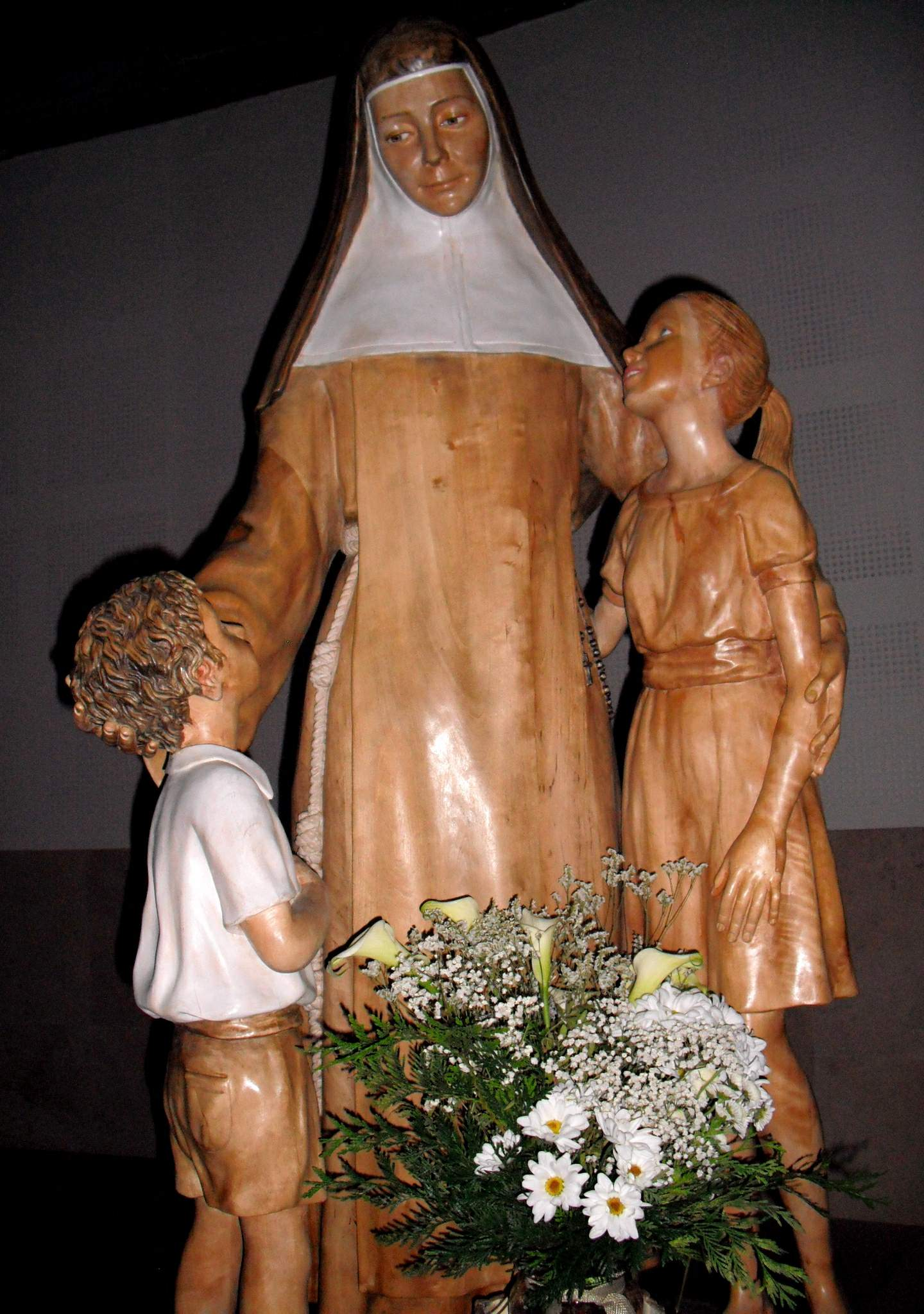
Socha

Narodila se dne 13. ledna 1827 v osadě Corró d'Avall v obci Les Franqueses del Vallès ve španělském Katalánsku jako třetí ze čtyř dětí Llorençe Mogase a Magdaleny Fontcuberty. Pokřtěna byla ještě v den svého narození. Její otec zemřel, když jí bylo sedm a její matka zemřela šest let poté. Poté co její rodiče zemřeli ji vychovávala její bezdětná a ovdovělá teta z otcovy strany Dona Maria Mogas, která byla také její kmotrou. Byla aktivní ve své farnosti a místní farář Mosen Gorgas se stal jejím zpovědníkem.
Během politické vřavy v Barceloně v roce 1848 se seznámila se dvěma řeholnicemi z Řádu klarisek-kapucínek, které žily v pronajatém bytě a rozhodla se k nim připojit. Jejich prostřednictvím se seznámila s bl. Josepem Tousem Solerem, který se stal jejím novým zpovědníkem. Biskup z Vic Luciano Casadevall jim dovolil otevřít školu v Ripollu, kam odešla v roce 1850.
Přijala řeholní hábit a dne 27. května 1850 byla škola, kterou poté pomáhala provozovat, slavnostně otevřena. Přestože byla stále v noviciátu a postrádala formální učitelský diplom, o necelý měsíc později, 13. června 1850, byla jmenována představenou školy, ale formálně se jí stala až v září roku 1851 poté, co se načas vrátila do klauzury, aby dokončila svůj noviciát, po kterém dne 25. ledna 1851 složila své řeholní sliby. V březnu roku 1853 obdržela učitelský diplom a 25. června téhož roku přijala nové řeholní jméno María Ana.
Setkala se se sv. Antonínem Maria Claretem, se kterým diskutovala o výuce. Dne 10. prosince 1865 pomáhala Antonii de Oviedo Schöntal s její novou řeholní kongregací. V roce 1868 vedla skupinu řeholnic do Madridu, kde spolu s nimi založila mateřskou školu a kromě toho se věnovaly pomoci chudým a nemocným. Z jejich řeholní komunity zde později vznikla jí založená ženská řeholní kongregace Františkánských misionářek Matky Božského Pastýře. Toledský arcibiskup a kardinál Cirilo de Alameda y Brea jí založenou kongregaci schválil dne 16. ledna 1872.
Roku 1878 začala trpět záchvaty, které se dále stupňovaly. Zemřela o půlnoci dne 3. července 1886 v madridské čtvrti Fuencarral, kde jsou také v kapli mateřského domu jí založené kongregace uchovávány její ostatky.

## Úcta
Její beatifikační proces započal dne 11. června 1977, čímž obdržela titul služebnice Boží. Dne 15. prosince 1994 ji papež sv. Jan Pavel II. podepsáním dekretu o jejích hrdinských ctnostech prohlásil za ctihodnou. Dne 25. června 1996 byl uznán zázrak na její přímluvu, potřebný pro její blahořečení.
Blahořečena pak byla dne 6. října 1996 na Svatopetrském náměstí papežem sv. Janem Pavlem II.
Její památka je připomínána 3. července. Bývá zobrazována v řeholním oděvu. Je patronkou jí založené kongregace.